# Saint-Laurent-sur-Gorre (tổng)
Tổng Saint-Laurent-sur-Gorre là một tổng của Pháp tọa lạc tại tỉnh Haute-Vienne trong vùng Nouvelle-Aquitaine.

## Địa lý
Tổng này được tổ chức xung quanh Saint-Laurent-sur-Gorre trong quận Rochechouart. Độ cao khu vực này là 171 m (Cognac-la-Forêt) đến 418 m (Cognac-la-Forêt) độ cao trung bình trên mực nước biển là 344 m.
Il est intégré au Parc naturel régional Périgord Limousin.

## Hành chính
| Giai đoạn | Ủy viên           | Đảng | Tư cách                 |
| --------- | ----------------- | ---- | ----------------------- |
| 2004-2011 | Christian Groleau | DVD  | Thị trưởng Saint-Auvent |

## Phân chia đơn vị hành chính
Tổng Saint-Laurent-sur-Gorre được chia thành 6 xã và khoảng 4 275 người (điều tra dân số năm 1999 không tính trùng dân số).
| Xã                      | Dân số | Mã bưu chính | Mã insee |
| ----------------------- | ------ | ------------ | -------- |
| Cognac-la-Forêt         | 890    | 87310        | 87046    |
| Gorre                   | 376    | 87310        | 87073    |
| Saint-Auvent            | 837    | 87310        | 87135    |
| Saint-Cyr               | 616    | 87310        | 87141    |
| Saint-Laurent-sur-Gorre | 1 422  | 87310        | 87158    |
| Sainte-Marie-de-Vaux    | 134    | 87420        | 87162    |

## Thông tin nhân khẩu
| 1962                                                     | 1968  | 1975  | 1982  | 1990  | 1999  |
| -------------------------------------------------------- | ----- | ----- | ----- | ----- | ----- |
| 3 834                                                    | 4 362 | 3 975 | 4 148 | 4 285 | 4 275 |
| Nombre retenu à partir de 1962 : dân số không tính trùng |       |       |       |       |       |